# 오란 (후한)
오란(吳蘭, ? ~ 218년)은 중국 후한 말의 무장이다.

## 행적
유비(劉備)를 섬겼다.
건안 22년 (217년), 유비의 명령을 받아 장비(張飛), 마초(馬超)와 함께 하변(무도군 하변현)에 주둔하게 하는 것으로 등장했다.
이에 조조(曹操)는 부하 조홍(曹洪)을 주장으로 보내고, 조휴(曹休)와 조진(曹眞)을 딸려 보내 이들을 막게 했다. 218년 한중 전투에서 장비는 고산에 주둔하며 조홍의 뒤를 끊고자 했다. 그러자 조휴는 장비가 길을 끊는 군대를 복병으로 몰래 보내지 않은 점을 들어 아직 유비의 군대가 모이지 않은 시점에서 오란을 격파할 것을 주장하여, 조홍 군은 오란을 공격하여 격파하고 오란의 장수 임기를 참수했다.
218년 3월, 장비와 마초는 한중으로 후퇴했고 오란은 남아서 싸우다 음평군의 저족 강단에게 목이 잘려 조조에게 보내졌다.

## 《삼국지연의》의 오란
유장(劉璋)의 부하장수로 등장한다. 유비가 익주를 공격하자 오의(吳懿)가 천거하여 뇌동과 함께 오의의 부장으로 낙성에 원군으로 파견된다.
한때 유비군을 부수관까지 몰아붙였으나, 장비 등의 원군이 도착하자 반격을 받아 항복했다. 한중 공방전에서도 출진하여 마초의 부장으로 하변에서 싸워 졌다.
한중 전투에서 마초와 함께 조조를 추격하였으나, 조창(曹彰)이 조조의 원군으로 오자 조창과 싸운 지 2,3합 만에 죽임을 당했다.